# Русловая многорукавность

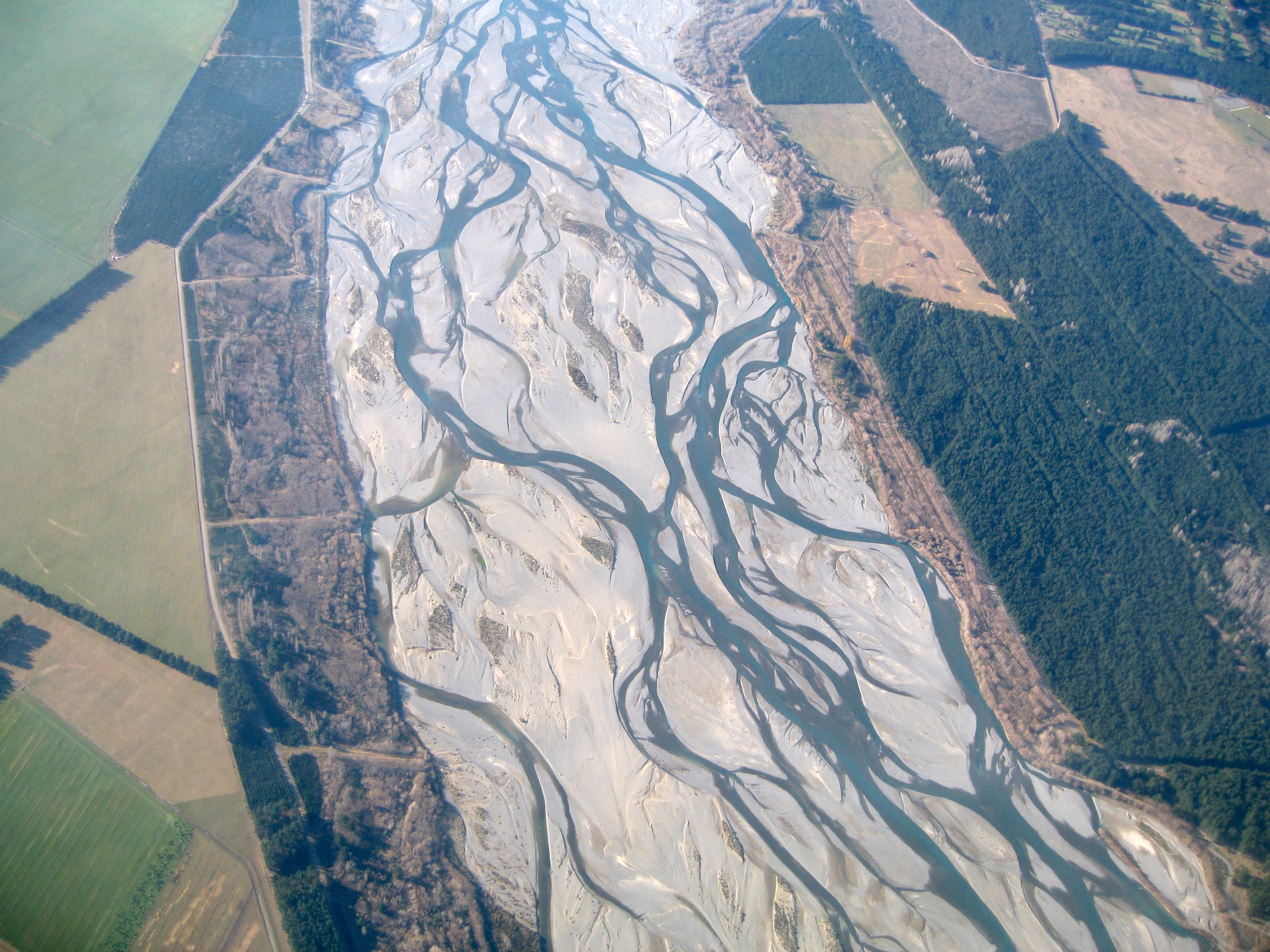
Русловая многорукавность реки Уаимакарири, Южный остров, Новая Зеландия

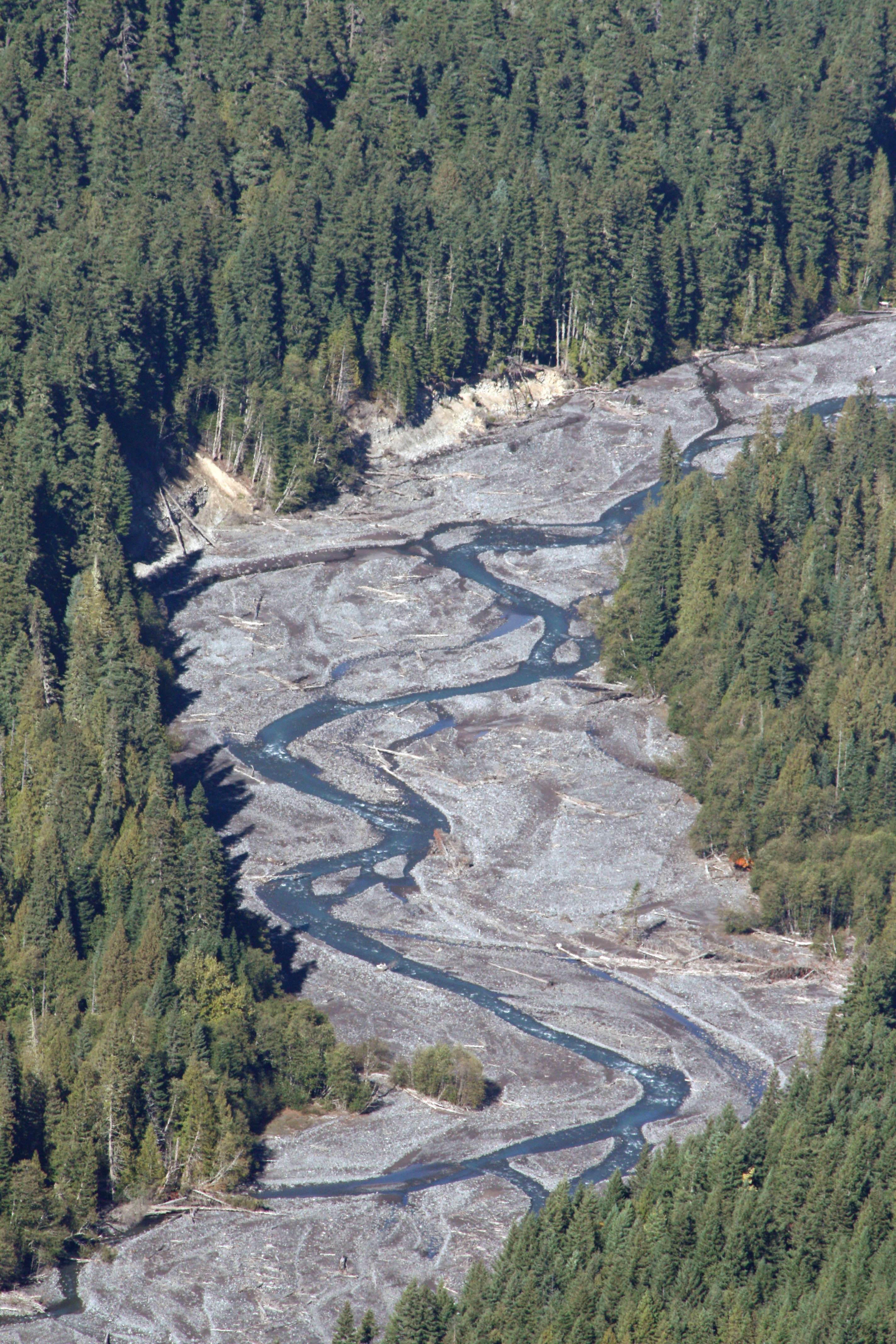
Река Уайт несёт много пепла из молодого вулкана Рейнир через одноимённый национальный парк

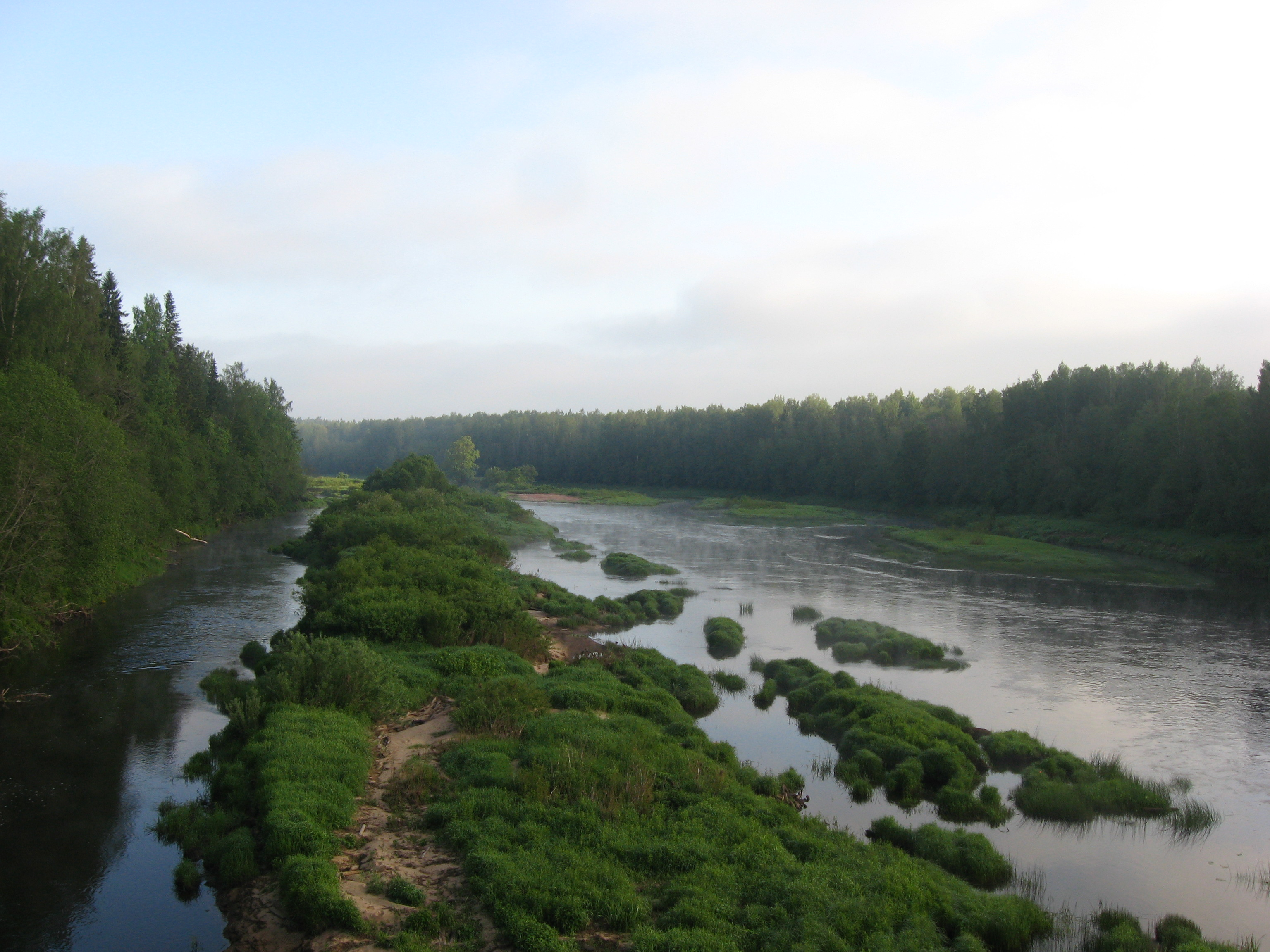
Река Луга ниже моста у дер. Поречье

Руслова́я многорука́вность — тип русловых процессов, включающий образование, смещение и исчезновение русловых островов.
Русловая многорукавность характеризуется распластанным руслом, по которому в период высоких вод бессистемно перемещаются русловые мезоформы, в разной степени обсыхающие в межень и создающие многорукавный облик русла.
Русловая многорукавность — это случай, когда река (или другой водоток) столь перегружена наносами, что для их транспорта предельный уклон оказывается недостаточным. Для обеспечения перемещения наносов река вынуждена расширять своё русло, то есть увеличивать фронт перемещения наносов.
Разделение потока на рукава происходит в результате обсыхания незатопленных вершин ленточных гряд, движущихся в распластанном русле не цепочкой, а разбросано по ширине реки.
Основной причиной образования русловых разветвлений является возникновение в русле осерёдков, которые впоследствии покрываются растительностью и иногда превращаются в пойменные острова. Их образование определяется разделением потока на несколько динамических осей, возникающих при значительной распластанности русла, блужданием динамической оси потока, сопровождающейся отторжением побочней от берегов, развитием обсыхающих в межень крупных гряд — макроформ руслового рельефа посередине русла
Образование осерёдков происходит также вследствие резкого уменьшения уклонов свободной поверхности вдоль потока, повышенного поступления донных наносов, увеличения их крупности и т. д.
Условием превращения осерёдков в острова является обсыхание в межень и появление на их поверхности кустарниковой растительности достаточной густоты, которая, при последующем затоплении во время половодья или паводка, способствует аккумуляции взвешенных наносов — наилка, который, в свою очередь, благоприятствует дальнейшему развитию растительного покрова.
Иногда причиной образования осерёдка являются затопленные деревья, застрявшая на мели лодка или другой предмет, создающий местное замедленное течение воды.